# پرسیل
پرسیل (انگلیسی: Persil) برند لوازم بهداشتی آلمانی است، که در سال ۱۹۰۷ تأسیس شد. این برند هم‌اکنون متعلق به شرکت‌های هنکل و یونیلیور می‌باشد.